# Sant Ferran-Princesa Mercé
Sant Ferran-Princesa Mercé és un barri de la ciutat d'Alacant. Segons el cens de 2008 té 5.318 habitants (2.522 homes i 2.796 dones). Està delimitat pel Polígon de Sant Blai al nord, la Florida Baixa i el Polígon del Baver al sud, Alipark a l'est, i la Florida Alta a l'oest. El seu codi postal és el 03006.
El seu nom fa referència, d'una banda a la Caserna del Regiment de Sant Ferran, ja derrocada i a la princesa Maria de la Mercè de Borbó i Habsburg-Lorena.
La denominació actual de Sant Ferran xoca amb la denominació tradicional que porta el barri situat a les faldes del castell de Sant Ferran, al costat del passeig de Campoamor.